# 谷肇
谷 肇（たに はじめ、1893年（明治26年）10月12日 - 1961年（昭和36年）11月14日）は、大日本帝国陸軍軍人。最終階級は陸軍少将。

## 経歴・人物
愛媛県出身。1915年（大正4年）陸軍士官学校第27期卒業。
1940年（昭和15年）3月に陸軍歩兵大佐・陸軍習志野学校練習隊長を経て、1942年（昭和17年）9月に歩兵第19連隊長（関東軍、第3軍、第9師団）に転じ、大東亜戦争に出征。ついで、1945年（昭和20年）2月に第23軍司令部附（支那派遣軍）を経て、同年3月に陸軍少将に進級し、同20年4月に同軍の歩兵第91旅団長（第129師団）に転じ、恵州、淡水付近の警備に当たった。
1947年（昭和22年）11月28日、公職追放仮指定を受けた。